# Шерегій Євген
Євген Миронович Шерегій (6 січня 1910 — с. Дусино, Березький комітат, Закарпаття, Угорське королівство — 1 жовтня 1985 — Ужгород) — актор, композитор, диригент

## Біографія
- 1925 — художній керівник драматичного гуртка при «Пласті».
- 1929 — закінчив навчання в Ужгородській гімназії.
- 1929—1932 — навчання в Празькому університеті, факультет: «Юридичний», м. Прага, (Чехословацька республіка).
- 1930—1933 — вчитель с. Довге, Іршавського району; с. Нанково, та с. Горінчово, Хустський район, Підкарпатська Русь, Чехословацька республіка.
- 1933—1939 — музичний керівник театру «Нова сцена», м. Хуст.
- 1939—1945 — відбував ув'язнення в концтаборі в Ковнеріта Ворюлопош, (Угорське королівство).
- 1946—1964 — музичний керівник Закарпатського обласного державного музично-драматичного театру, м. Ужгород.
- 1965—1985 — методист обласного Будинку народної творчості, Ужгород.
- 1977 — вийшла з друку праця «Народні музичні інструменти Закарпаття»